# Däpung
Däpung (tibetsky: འབྲས་སྤུངས་, Wylie:bras spungs dgon) je jeden ze tří velkých gelugpovských universitních klášterů v Tibetu. Další dva jsou Sera a Gandän. Klášter se nachází nedaleko Lhasy a na počátku 15. století jej založil Taši Paldän, přímý následovní Congkhapy. Jedná se o jeden z největších klášterů v Tibetu vůbec, ještě před vpádem čínských vojsk do Tibetu v roce 1959 zde žilo okolo 10 000 buddhistických mnichů.

Klášter Däpung
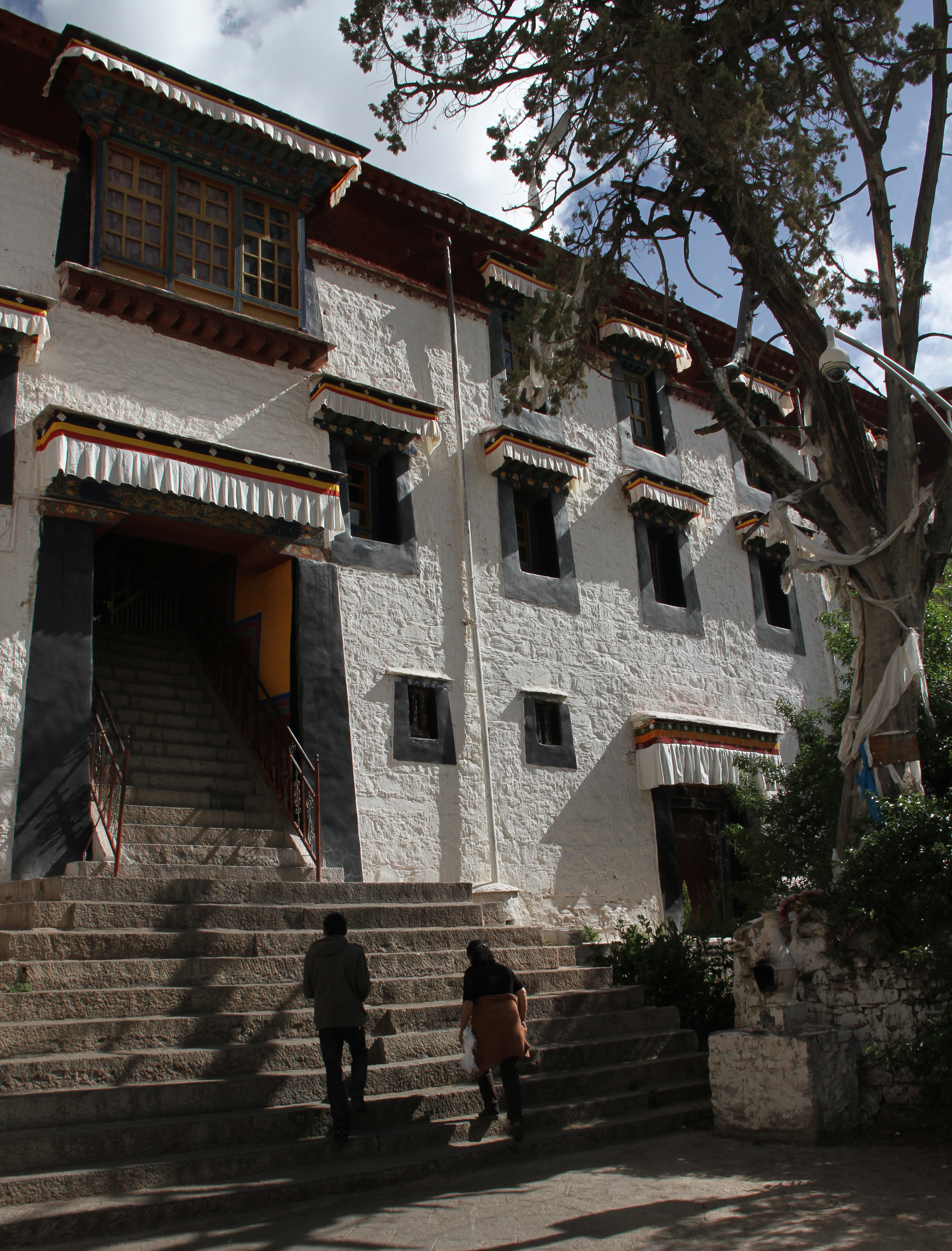
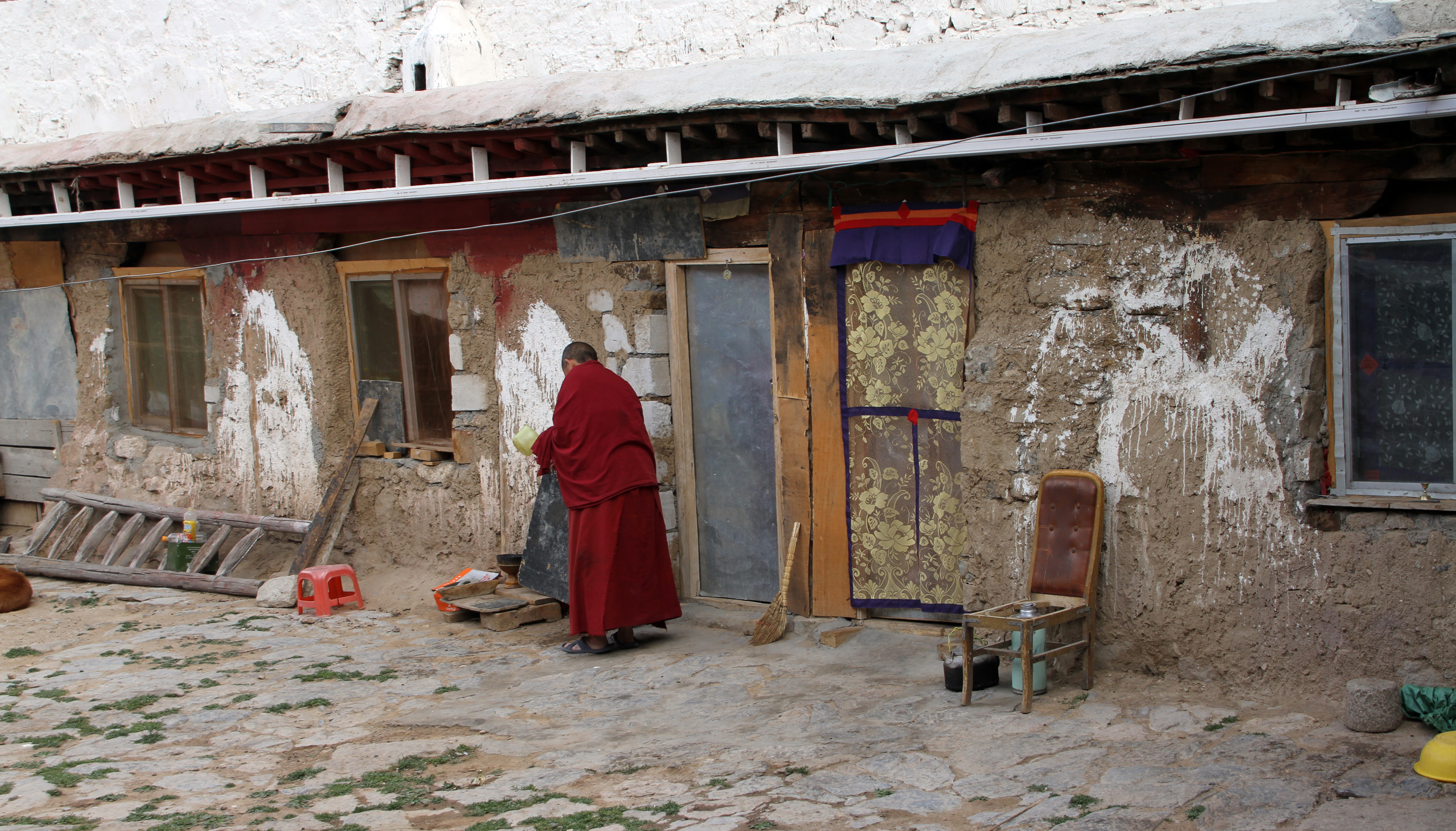
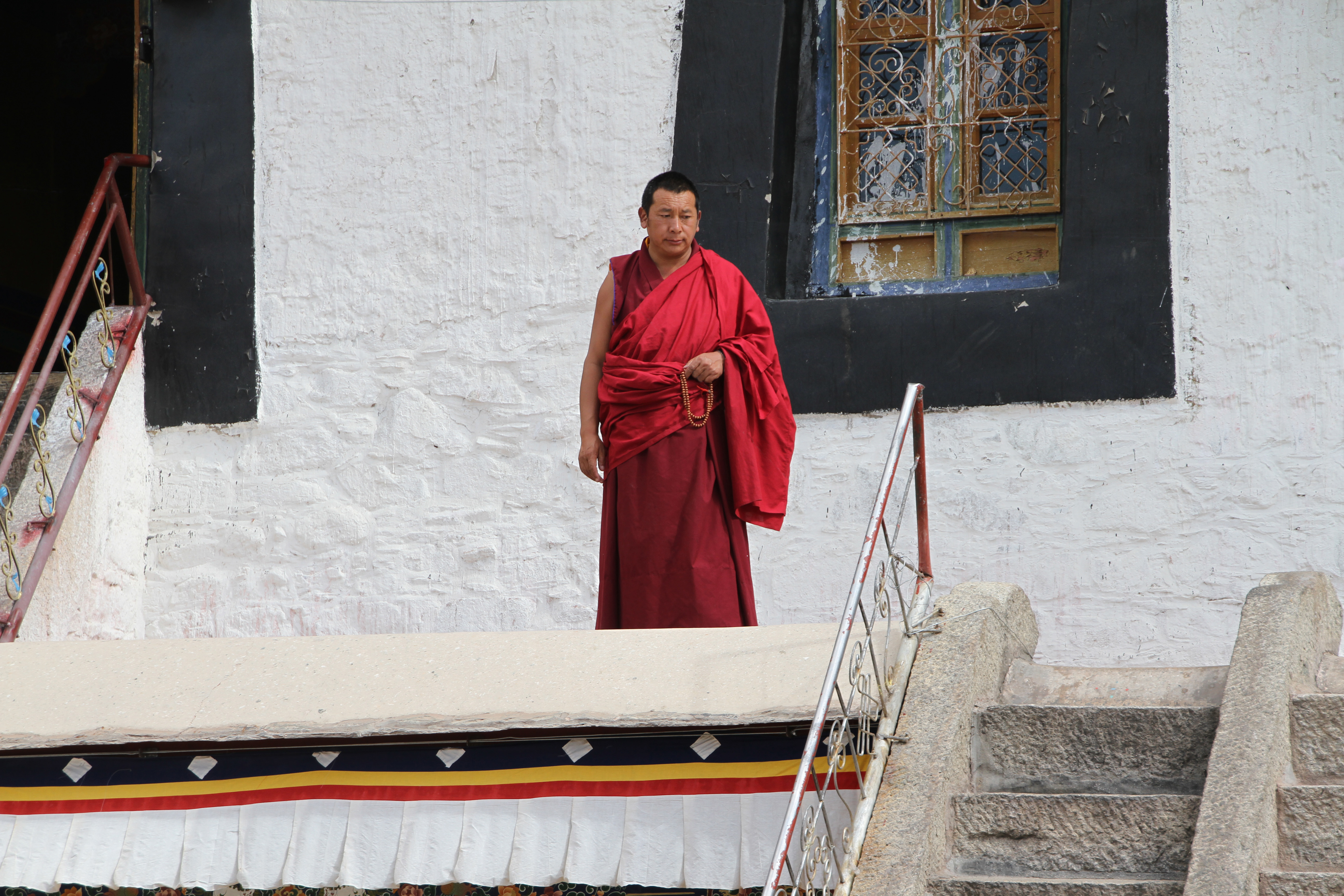
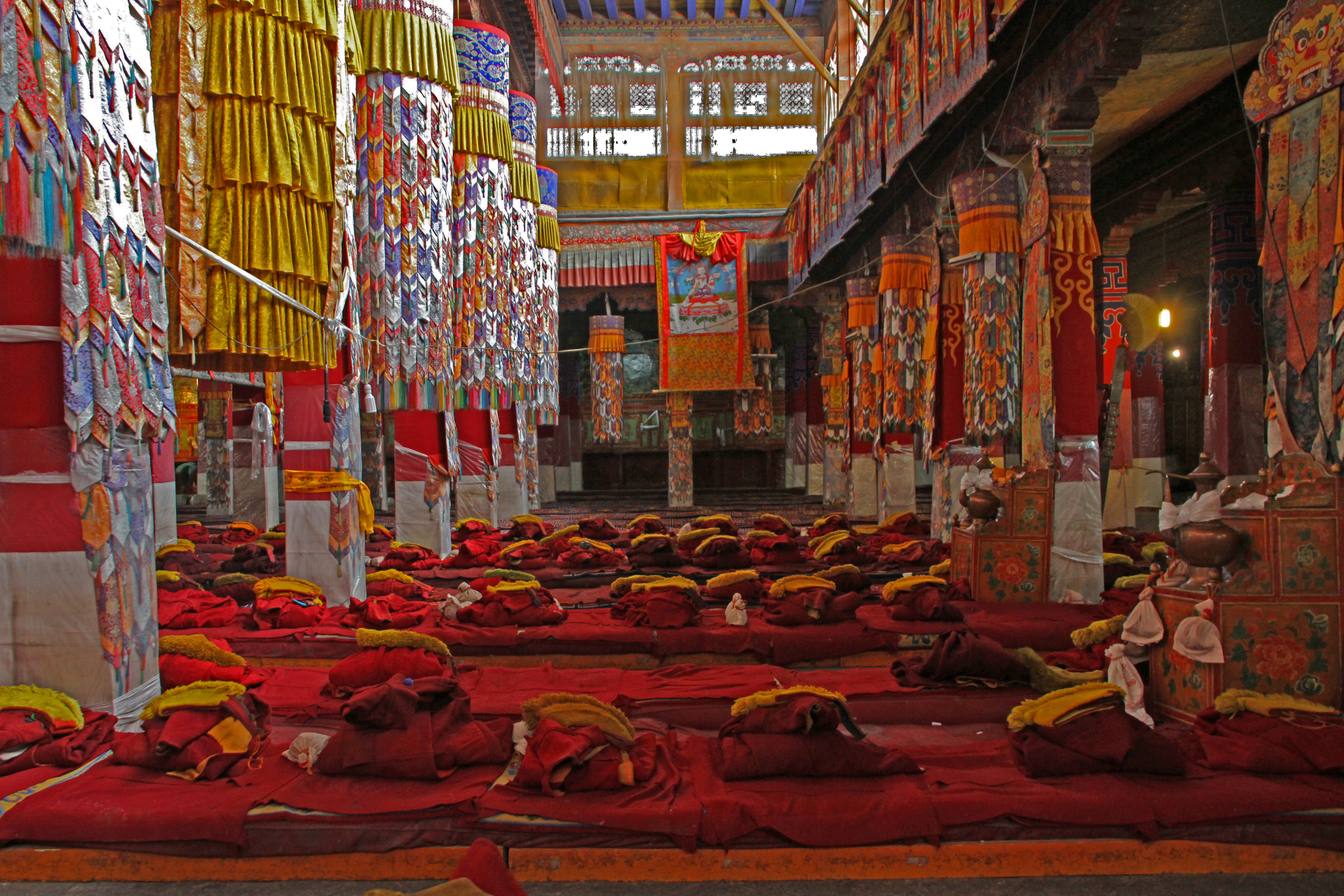
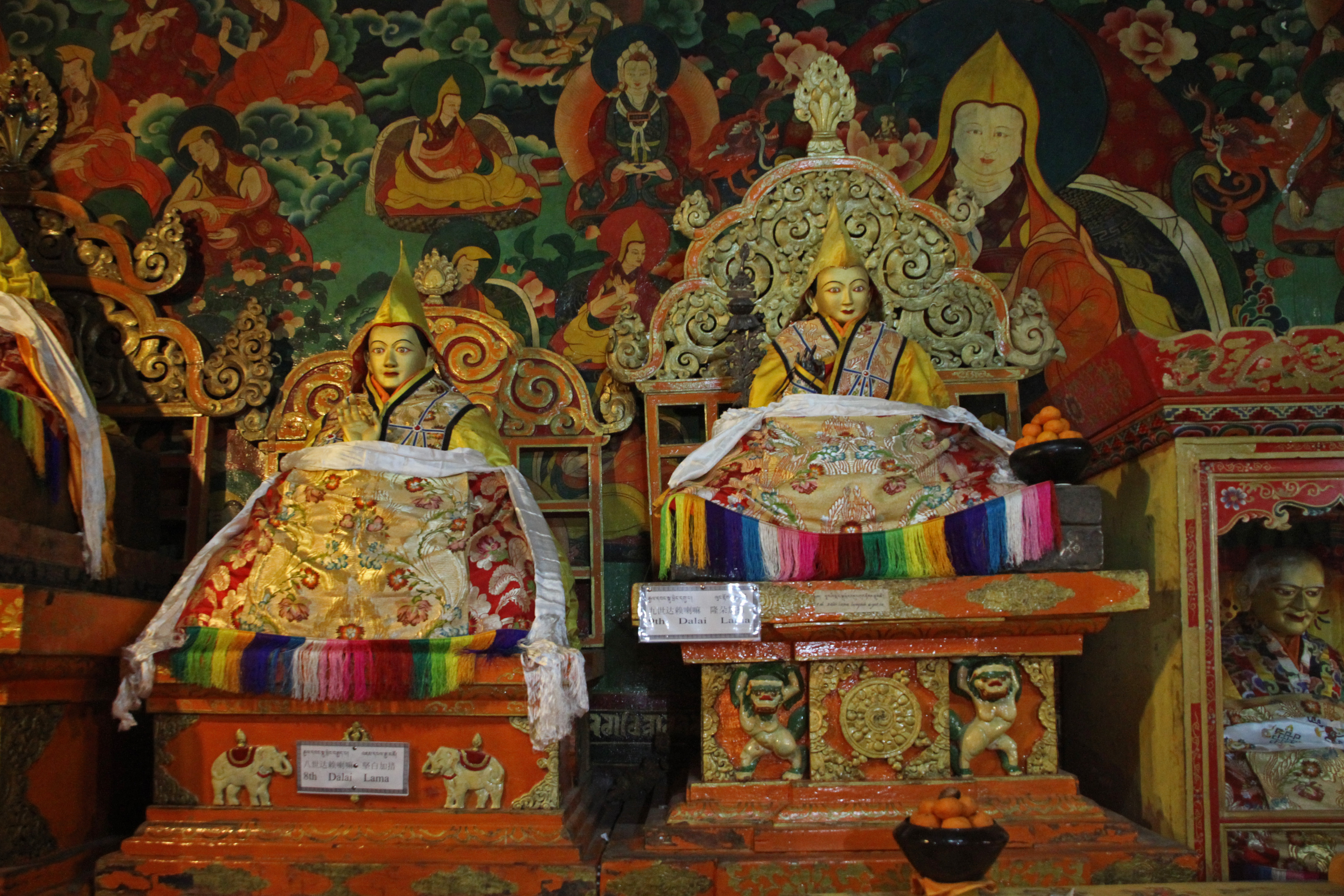
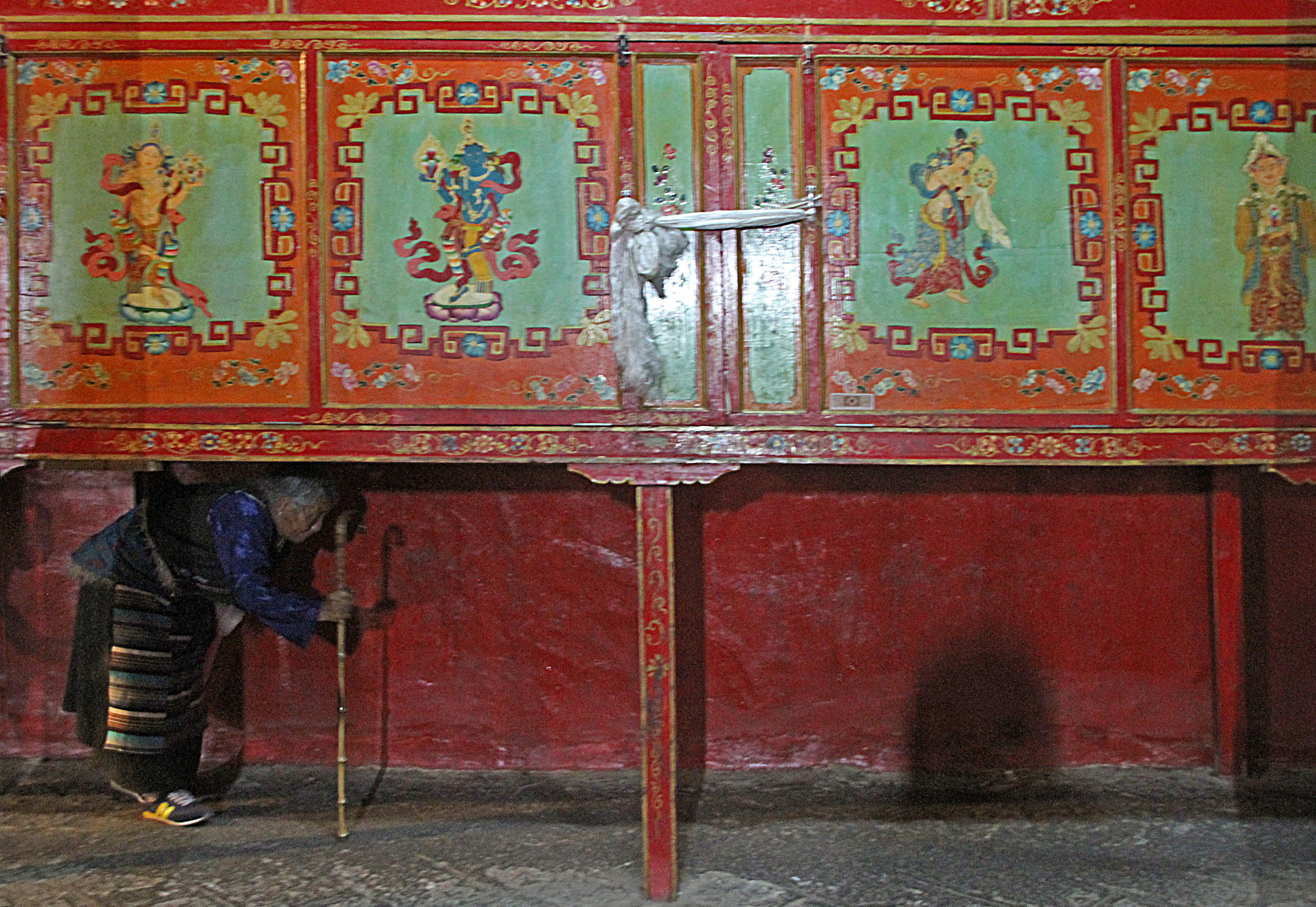